# Sächsischer Landespokal 2019/20
Der Sächsische Landespokal 2019/20 war die 30. Austragung des Sächsischen Landespokals (Sponsorenname: Wernesgrüner Sachsenpokal) der Männer im Amateurfußball. Der Landespokalsieger qualifizierte sich für den DFB-Pokal 2020/21.
Eröffnet wurde der Wettbewerb am 9. August 2019 mit der Erstrundenbegegnung zwischen dem Roten Stern Leipzig und der SG Taucha 99 (0:2). Titelverteidiger war der Rekordtitelträger Chemnitzer FC. Der Wettbewerb wurde aufgrund der COVID-19-Pandemie in Deutschland nach den Viertelfinalpartien unterbrochen und erst im frühen August fortgesetzt. Für das Finale, das zum ersten Mal im Eilenburger Ilburg-Stadion ausgetragen wurde, qualifizierten sich nach den infolgedessen verspätet ausgetragenen Halbfinalpartien der FC Eilenburg, der zum ersten Mal im Endspiel des Wettbewerbs stand, und der Chemnitzer FC, der sich mit 1:2 (0:1) durchsetzen und somit seinen elften Landespokalsieg feiern konnte.

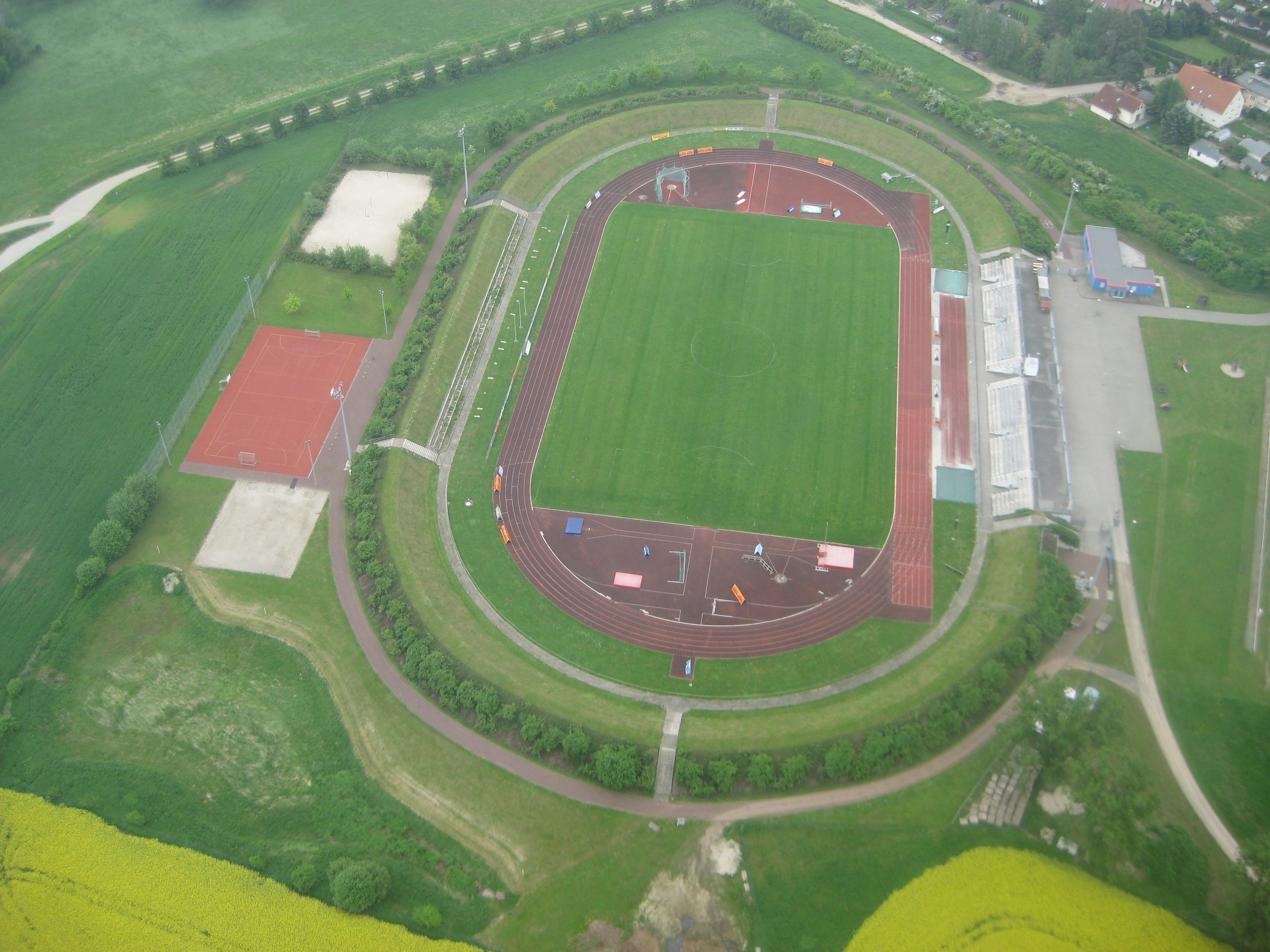
Ilburg-Stadion

## Termine
Die Spiele des diesjährigen sächsischen Landespokals wurden an folgenden Terminen ausgetragen:
- 1. Hauptrunde: 9.–11. August 2019
- 2. Hauptrunde: 6.–8. September 2019
- 3. Hauptrunde: 12.–13. und 31. Oktober 2019
- Achtelfinale: 31. Oktober und 16.–17. November 2019
- Viertelfinale: 16.–17. November 2019
- Halbfinale: 8. August 2020
- Finale: 22. August 2020

## Teilnehmende Mannschaften
Für den Sächsischen Landespokal 2019/20 qualifizieren sich alle sächsischen Mannschaften der 3. Liga 2019/20, der Regionalliga Nordost 2019/20, der Oberliga Nordost 2019/20, der Sachsenliga 2019/20, der Landesklasse Sachsen 2019/20, sowie die dreizehn Kreis- bzw. Stadtpokalsieger der Saison 2018/19. Zweite Mannschaften höherklassiger Vereine sind allerdings von der Teilnahme ausgeschlossen.
| 3. Liga 2019/20 (III) | Regionalliga Nordost 2019/20 (IV) | Oberliga Nordost 2019/20 (V) | Sachsenliga 2019/20 (VI) | Sachsenliga 2019/20 (VI) |
| --- | --- | --- | --- | --- |
| FSV Zwickau Chemnitzer FC | 1. FC Lokomotive Leipzig VfB Auerbach Bischofswerdaer FV BSG Chemie Leipzig | FC Oberlausitz Neugersdorf FC Eilenburg Inter Leipzig VFC Plauen FC Grimma VfL 05 Hohenstein-Ernstthal | FSV Budissa Bautzen SV Einheit Kamenz FC 1910 Lößnitz FV Eintracht Niesky Großenhainer FV 90 FSV 1990 Neusalza-Spremberg VfL Pirna-Copitz 07 SV Germania Mittweida BSG Stahl Riesa                                                                                                   | Kickers 94 Markkleeberg Radebeuler BC 08 SG Taucha 99 SG Motor Wilsdruff LSV Neustadt/Spree SG Handwerk Rabenstein FC Blau-Weiß Leipzig |
| Landesklasse Sachsen 2019/20 (VII) | Landesklasse Sachsen 2019/20 (VII) | Landesklasse Sachsen 2019/20 (VII) | Landesklasse Sachsen 2019/20 (VII) | Kreispokalsieger 2018/19 (VIII) Kreisoberliga (IX) Kreisliga |
| - Staffel Nord: SSV Markranstädt VfB Zwenkau 02 HFC Colditz SV Lipsia 93 Eutritzsch Radefelder SV 90 FSV Krostitz SV Eintracht Sermuth SG Rotation Leipzig Roter Stern Leipzig SG Leipziger Verkehrsbetriebe SV Liebertwolkwitz FC Bad Lausick 1990 ATSV Frisch Auf Wurzen SV Tapfer 06 Leipzig ESV Delitzsch SV Blau-Weiß Bennewitz | - Staffel West: BSC Rapid Chemnitz VfB Empor Glauchau VfB Fortuna Chemnitz FSV Motor Marienberg TSV Germania Chemnitz 08 ESV Lokomotive Zwickau Concordia Schneeberg Reichenbacher FC SSV Fortschritt Lichtenstein SV Merkur 06 Oelsnitz Meeraner SV TSV IFA Chemnitz VfB Mühltroff Oberlungwitzer SV FC Stollberg FSV Grün-Weiß Klaffenbach | - Staffel Mitte: BSC Freiberg Hainsberger SV FV Gröditz Heidenauer SV SV Bannewitz FV Blau-Weiß Stahl Freital Meißner SV 08 SV Wesenitztal Hartmannsdorfer SV Empor TuS Weinböhla SG Empor Possendorf BSV 68 Sebnitz SV Lichtenberg | - Staffel Ost: SG Dresden Striesen FV Dresden 06 Laubegast FSV Oderwitz VfB Weißwasser 1909 SG Weixdorf TSV Rotation Dresden SC 1911 Großröhrsdorf SG Crostwitz 1981 SC Borea Dresden SV Zeißig SV Fortuna Trebendorf 1996 FC Stahl Rietschen-See Königswarthaer SV Dresdner SC 1898 | - Chemnitz: SV Adorf/Erzgebirge (VIII) - Dresden: VfB Hellerau-Klotzsche (VIII) 1 - Erzgebirge: SV Neudorf/Erzgebirge (IX) 2 - Leipzig: SV Lindenau 1848 (VIII) 3 - Meißen: Coswiger FV (VIII) - Mittelsachsen: SV Fortschritt Lunzenau (IX) 4 - Muldental/Leipziger Land: Bornaer SV 91 (VIII) - Nordsachsen: SC Hartenfels Torgau 04 (VIII) - Oberlausitz: FSV Kemnitz (VIII) 5 - Sächsische Schweiz/Osterzgebirge: SV Chemie Dohna (VIII) 6 - Vogtland: SG Rotschau (VIII) - Westlausitz: TSV Wachau (IX) - Zwickau: SpVgg Reinsdorf-Vielau (VIII) |

## Modus
Der Sächsische Landespokal wird im K.-o.-Modus ausgetragen, im Falle eines Unentschiedens nach 90 Minuten folgen Verlängerung und Elfmeterschießen. Die Paarungen werden vor jeder Runde ausgelost. Heimrecht hat stets die klassentiefere Mannschaft, sonst entscheidet die Reihenfolge der Ziehung bei der Auslosung (die Mannschaft mit Heimrecht kann allerdings zugunsten der anderen Mannschaft auf das Heimrecht verzichten). In der 1. und 2. Hauptrunde können die über die Kreispokale qualifizierten Mannschaften nicht gegeneinander spielen. Das Heimrecht im Finale wird für den Fall einer Paarung aus zwei gleichklassigen Mannschaften separat ausgelost.
Die qualifizierten Mannschaften steigen je nach Ligazugehörigkeit gestaffelt in den Wettbewerb ein: In der 1. Hauptrunde spielen zunächst nur die über die Sachsenliga, die Landesklasse und die Kreispokale qualifizierten Mannschaften, wobei hier vier Freilose vergeben werden. Die Oberligisten sind für die 2. Hauptrunde, die Dritt- und Regionalligisten für die 3. Hauptrunde gesetzt.

## 1. Hauptrunde
| Datum      |                                     | Ergebnis              |                                    |
| ---------- | ----------------------------------- | --------------------- | ---------------------------------- |
| 09.08.2019 | Roter Stern Leipzig (VII)           | 0:2                   | SG Taucha 99 (VI)                  |
| 10.08.2019 | SG Rotschau (VIII)                  | 2:3                   | FC 1910 Lößnitz (VI)               |
| 10.08.2019 | Coswiger FV (VIII)                  | 1:3                   | SC Borea Dresden (VII)             |
| 10.08.2019 | SV Chemie Dohna (VIII)              | 0:3                   | SV Bannewitz (VII)                 |
| 10.08.2019 | TSV Wachau (IX)                     | 3:3 n. V. (1:3 i. E.) | SG Weixdorf (VII)                  |
| 10.08.2019 | FSV Kemnitz (VIII)                  | 0:3                   | FV Blau-Weiß Stahl Freital (VII)   |
| 10.08.2019 | VfB Hellerau-Klotzsche (VIII)       | 1:1 n. V. (2:3 i. E.) | Heidenauer SV (VII)                |
| 10.08.2019 | SC Hartenfels Torgau 04 (VIII)      | 1:2                   | BSC Rapid Chemnitz (VII)           |
| 10.08.2019 | Bornaer SV 91 (VIII)                | 2:1                   | SG Rotation Leipzig (VII)          |
| 10.08.2019 | FV Gröditz (VII)                    | 2:6                   | LSV Neustadt/Spree (VI)            |
| 10.08.2019 | SV Lichtenberg (VII)                | 1:3 n. V.             | FSV Budissa Bautzen (VI)           |
| 10.08.2019 | Königswarthaer SV (VII)             | 3:2                   | BSG Stahl Riesa (VI)               |
| 10.08.2019 | TuS Weinböhla (VII)                 | 2:3                   | SV Fortuna Trebendorf 1996 (VII)   |
| 10.08.2019 | FSV Oderwitz (VII)                  | 1:1 n. V. (3:4 i. E.) | Radebeuler BC 08 (VI)              |
| 10.08.2019 | SV Wesenitztal (VII)                | 1:3                   | FV Eintracht Niesky (VI)           |
| 10.08.2019 | FC Stahl Rietschen-See (VII)        | 1:2                   | VfB Weißwasser 1909 (VII)          |
| 10.08.2019 | SV Zeißig (VII)                     | 2:3                   | SV Germania Mittweida (VI)         |
| 10.08.2019 | Dresdner SC 1898 (VII)              | 0:4                   | TSV Rotation Dresden (VII)         |
| 10.08.2019 | Meißner SV 08 (VII)                 | 1:3                   | FSV 1990 Neusalza-Spremberg (VI)   |
| 10.08.2019 | BSV 68 Sebnitz (VII)                | 3:4 n. V.             | Hartmannsdorfer SV Empor (VII)     |
| 10.08.2019 | SV Liebertwolkwitz (VII)            | 4:0                   | ESV Lokomotive Zwickau (VII)       |
| 10.08.2019 | SV Lipsia 93 Eutritzsch (VII)       | 1:2 n. V              | Radefelder SV 90 (VII)             |
| 10.08.2019 | ESV Delitzsch (VII)                 | 1:2                   | Meeraner SV (VII)                  |
| 10.08.2019 | SSV Markranstädt (VII)              | 3:0                   | TSV IFA Chemnitz (VII)             |
| 10.08.2019 | SG Leipziger Verkehrsbetriebe (VII) | 1:2                   | VfB Zwenkau 02 (VII)               |
| 11.08.2019 | SV Fortschritt Lunzenau (IX)        | 0:4                   | SG Motor Wilsdruff (VI)            |
| 11.08.2019 | SV Lindenau 1848 (VIII)             | 0:5                   | VfB Fortuna Chemnitz (VII)         |
| 11.08.2019 | SV Neudorf/Erzgebirge (IX)          | 4:3                   | SSV Fortschritt Lichtenstein (VII) |
| 11.08.2019 | SV Adorf/Erzgebirge (VIII)          | 2:2 n. V. (2:4 i. E.) | FC Bad Lausick 1990 (VII)          |
| 11.08.2019 | SpVgg Reinsdorf-Vielau (VIII)       | 1:0                   | SV Eintracht Sermuth (VII)         |
| 11.08.2019 | BSC Freiberg (VII)                  | 1:2                   | Hainsberger SV (VII)               |
| 11.08.2019 | FV Dresden 06 Laubegast (VII)       | 2:4                   | VfL Pirna-Copitz 07 (VI)           |
| 11.08.2019 | SG Empor Possendorf (VII)           | 2:1                   | SG Crostwitz 1981 (VII)            |
| 11.08.2019 | SC 1911 Großröhrsdorf (VII)         | 1:6                   | SV Einheit Kamenz (VI)             |
| 11.08.2019 | FC Stollberg (VII)                  | 2:1 n. V.             | Kickers 94 Markkleeberg (VI)       |
| 11.08.2019 | VfB Empor Glauchau (VII)            | 2:0                   | HFC Colditz (VII)                  |
| 11.08.2019 | Reichenbacher FC (VII)              | 6:1                   | ATSV Frisch Auf Wurzen (VII)       |
| 11.08.2019 | FC Concordia Schneeberg (VII)       | 1:2                   | TSV Germania Chemnitz 08 (VII)     |
| 11.08.2019 | SV Merkur 06 Oelsnitz (VII)         | 6:1                   | VfB Mühltroff (VII)                |
| 11.08.2019 | FSV Grün-Weiß Klaffenbach (VII)     | 2:5                   | FC Blau-Weiß Leipzig (VI)          |
| 11.08.2019 | Oberlungwitzer SV (VII)             | 2:4                   | SG Handwerk Rabenstein (VI)        |
| 11.08.2019 | SV Blau-Weiß Bennewitz (VII)        | 1:4                   | FSV Motor Marienberg (VII)         |

Freilose:
- Großenhainer FV 90 (VI)
- SG Dresden Striesen (VII)
- SV Taper 06 Leipzig (VII)
- FSV Krostitz (VII)

## 2. Hauptrunde
| Datum      |                                  | Ergebnis  |                                  |
| ---------- | -------------------------------- | --------- | -------------------------------- |
| 06.09.2019 | FV Eintracht Niesky (VI)         | 1:3       | Inter Leipzig (V)                |
| 07.09.2019 | VfB Fortuna Chemnitz (VII)       | 3:1       | FC Blau-Weiß Leipzig (VI)        |
| 07.09.2019 | Radefelder SV 90 (VII)           | 2:5 n. V. | SV Einheit Kamenz (VI)           |
| 07.09.2019 | SV Liebertwolkwitz (VII)         | 2:3       | SG Handwerk Rabenstein (VI)      |
| 07.09.2019 | SV Merkur 06 Oelsnitz (VII)      | 0:1 n. V. | VFC Plauen (V)                   |
| 07.09.2019 | SC Borea Dresden (VII)           | 4:1       | SG Empor Possendorf (VII)        |
| 07.09.2019 | FC Bad Lausick 1990 (VII)        | 0:3       | VfL Pirna-Copitz 07 (VI)         |
| 07.09.2019 | SSV Markranstädt (VII)           | 1:0       | SV Fortuna Trebendorf 1996 (VII) |
| 07.09.2019 | SG Dresden Striesen (VII)        | 2:1       | SG Motor Wilsdruff (VI)          |
| 07.09.2019 | SpVgg Reinsdorf-Vielau (VIII)    | 0:4       | FC Eilenburg (V)                 |
| 07.09.2019 | VfB Weißwasser 1909 (VII)        | 2:1       | Hainsberger SV (VII)             |
| 07.09.2019 | FV Blau-Weiß Stahl Freital (VII) | 0:3       | SG Taucha 99 (VI)                |
| 07.09.2019 | Bornaer SV 91 (VIII)             | 0:2       | FSV Krostitz (VII)               |
| 07.09.2019 | Großenhainer FV 90 (VI)          | 3:4       | LSV Neustadt/Spree (VI)          |
| 07.09.2019 | Heidenauer SV (VII)              | 2:10      | FSV Budissa Bautzen (VI)         |
| 08.09.2019 | FC Stollberg (VII)               | 1:2       | FSV 1990 Neusalza-Spremberg (VI) |
| 08.09.2019 | FC 1910 Lößnitz (VI)             | 1:2       | FC Grimma (V)                    |
| 08.09.2019 | SG Weixdorf (VII)                | 1:4       | SV Germania Mittweida (VI)       |
| 08.09.2019 | Reichenbacher FC (VII)           | 1:3       | VfL 05 Hohenstein-Ernstthal (V)  |
| 08.09.2019 | SV Tapfer 06 Leipzig (VII)       | 2:1       | TSV Rotation Dresden (VII)       |
| 08.09.2019 | SV Bannewitz (VII)               | 1:4       | FC Oberlausitz Neugersdorf (V)   |
| 08.09.2019 | BSC Rapid Chemnitz (VII)         | 3:2       | Hartmannsdorfer SV Empor (VII)   |
| 08.09.2019 | Meeraner SV (VII)                | 0:6       | VfB Zwenkau 02 (VII)             |
| 08.09.2019 | SV Neudorf/Erzgebirge (IX)       | 1:0       | VfB Empor Glauchau (VII)         |
| 08.09.2019 | TSV Germania Chemnitz 08 (VII)   | 2:0       | Radebeuler BC 08 (VI)            |
| 08.09.2019 | FSV Motor Marienberg (VII)       | 5:2       | Königswarthaer SV (VII)          |

## 3. Hauptrunde
| Datum      |                                  | Ergebnis              |                                |
| ---------- | -------------------------------- | --------------------- | ------------------------------ |
| 12.10.2019 | VfL 05 Hohenstein-Ernstthal (V)  | 0:3                   | Inter Leipzig (V)              |
| 12.10.2019 | SG Dresden Striesen (VII)        | 2:0                   | VfL Pirna-Copitz 07 (VI)       |
| 12.10.2019 | VfB Auerbach (IV)                | 1:4                   | 1. FC Lokomotive Leipzig (IV)  |
| 12.10.2019 | VfB Zwenkau 02 (VII)             | 1:0                   | SC Borea Dresden (VII)         |
| 12.10.2019 | VfB Fortuna Chemnitz (VII)       | 3:4                   | FC Eilenburg (V)               |
| 12.10.2019 | LSV Neustadt/Spree (VI)          | 3:3 n. V. (4:3 i. E.) | SV Einheit Kamenz (VI)         |
| 12.10.2019 | FC Grimma (V)                    | 1:3                   | Chemnitzer FC (III)            |
| 13.10.2019 | FSV 1990 Neusalza-Spremberg (VI) | 0:5                   | VFC Plauen (V)                 |
| 13.10.2019 | SV Tapfer 06 Leipzig (VII)       | 0:13                  | FSV Zwickau (III)              |
| 13.10.2019 | SG Handwerk Rabenstein (VI)      | 1:2                   | SG Taucha 99 (VI)              |
| 13.10.2019 | FSV Motor Marienberg (VII)       | 0:2                   | FC Oberlausitz Neugersdorf (V) |
| 13.10.2019 | FSV Budissa Bautzen (VI)         | 0:3                   | BSG Chemie Leipzig (IV)        |
| 13.10.2019 | BSC Rapid Chemnitz (VII)         | 0:2                   | SSV Markranstädt (VII)         |
| 13.10.2019 | TSV Germania Chemnitz 08 (VII)   | 0:1 n. V.             | Bischofswerdaer FV (IV)        |
| 13.10.2019 | SV Neudorf/Erzgebirge (IX)       | 0:6                   | FSV Krostitz (VII)             |
| 31.10.2019 | VfB Weißwasser 1909 (VII)        | 2:1                   | SV Germania Mittweida (VI)     |

## Achtelfinale
| Datum      |                                | Ergebnis  |                               |
| ---------- | ------------------------------ | --------- | ----------------------------- |
| 31.10.2019 | VfB Zwenkau 02 (VII)           | 0:4       | Inter Leipzig (V)             |
| 31.10.2019 | SG Taucha 99 (VI)              | 0:1 n. V. | VFC Plauen (V)                |
| 31.10.2019 | Bischofswerdaer FV (IV)        | 0:1       | 1. FC Lokomotive Leipzig (IV) |
| 31.10.2019 | SG Dresden Striesen (VII)      | 1:3       | LSV Neustadt/Spree (VI)       |
| 16.11.2019 | FC Oberlausitz Neugersdorf (V) | 1:4       | FSV Zwickau (III)             |
| 16.11.2019 | FC Eilenburg (V)               | 1:0       | BSG Chemie Leipzig (IV)       |
| 16.11.2019 | VfB Weißwasser 1909 (VII)      | 0:2       | SSV Markranstädt (VII)        |
| 17.11.2019 | FSV Krostitz (VII)             | 0:4       | Chemnitzer FC (III)           |

## Viertelfinale
| Datum      |                         | Ergebnis |                               |
| ---------- | ----------------------- | -------- | ----------------------------- |
| 17.11.2019 | VFC Plauen (V)          | 0:1      | 1. FC Lokomotive Leipzig (IV) |
| 20.11.2019 | Inter Leipzig (V)       | 2:1      | FSV Zwickau (III)             |
| 10.12.2019 | SSV Markranstädt (VII)  | 0:4      | Chemnitzer FC (III)           |
| 15.02.2020 | LSV Neustadt/Spree (VI) | 1:5      | FC Eilenburg (V)              |

## Halbfinale
Im Rahmen der Auslosung zu den Halbfinalpaarungen wurde außerdem per Auslosung festgelegt, dass im Falle einer Finalpaarung aus zwei gleichklassigen Mannschaften der Sieger der Halbfinalpartie FC Eilenburg – 1. FC Lokomotive Leipzig im Finale Heimrecht gehabt hätte.
| Datum      |                   | Ergebnis |                               |
| ---------- | ----------------- | -------- | ----------------------------- |
| 08.08.2020 | FC Eilenburg (V)  | 1:0      | 1. FC Lokomotive Leipzig (IV) |
| 08.08.2020 | Inter Leipzig (V) | 0:3      | Chemnitzer FC (III)           |

## Finale
| FC Eilenburg                                  | FC Eilenburg | Chemnitzer FC | Chemnitzer FC |
| --------------------------------------------- | --- | --- | ------------- |
| FC Eilenburg                                  | \| 22. August 2020 in Eilenburg (Ilburg-Stadion) \| \| Ergebnis: 1:2 (0:1) \| \| Zuschauer: 1.000 \| \| Schiedsrichter: Tim Ziegler \| \| Spielbericht \| | \| 22. August 2020 in Eilenburg (Ilburg-Stadion) \| \| Ergebnis: 1:2 (0:1) \| \| Zuschauer: 1.000 \| \| Schiedsrichter: Tim Ziegler \| \| Spielbericht \| | Chemnitzer FC |
| FC Eilenburg                                  | Andreas Naumann – Marko Trogrlic (61. Sebastian Heidel), Dennis Kummer, Marc Böttger, Toni Majetschak, Alec Nathe, Alexander Vogel, Christoph Bartlog (46. Adam Fiedler), Emilio Monteiro Luis (57. Steven Hache), Lucas Danz, Jonas Vetterlein Cheftrainer: Nico Knaubel | Jakub Jakubov – Niklas Hoheneder , Christian Bickel (76. Joannis Karsanidis), Danny Breitfelder (86. Alexander Dartsch), Tim Campulka, Kevin Freiberger (76. Theo Ogbidi), Lukas Knechtel, Lukas Aigner, Nils Köhler, Paul Milde, Tobias Müller Cheftrainer: Daniel Berlinski | Chemnitzer FC |
| FC Eilenburg                                  | 1:2 Hache (78.) | 0:1 Breitfelder (40.) 0:2 Freiberger (71.) | Chemnitzer FC |
| FC Eilenburg                                  | Böttger (55.), Hache (82.), Heidel (86.) | Müller (58.), Campulka (79.), Milde (81.) | Chemnitzer FC |
| 22. August 2020 in Eilenburg (Ilburg-Stadion) | | |               |
| Ergebnis: 1:2 (0:1)                           | | |               |
| Zuschauer: 1.000                              | | |               |
| Schiedsrichter: Tim Ziegler                   | | |               |
| Spielbericht                                  | | |               |